# Goyave
Goyave (Guadeloupe-Kreolisch: Gwayav) ist eine Gemeinde mit 7640 Einwohnern (Stand 1. Januar 2022) im französischen Überseedépartement Guadeloupe. Die Einwohner werden Goyavien(ne)s genannt.

## Geografie
Die Ortschaft liegt in der Basse-Terre und ist in die Agglomeration um Pointe-à-Pitre integriert. Sie ist Teil des Nationalpark Guadeloupe und liegt 8 Kilometer südöstlich von Petit-Bourg. Die Petite Rivière Goyave fließt durch die Gemeinde.

## Moreau-Staudamm
Die Umgebung von Goyave ist besonders wasserreich. Im August 2021 wurde der Barrage de Moreau nach acht Jahren Bauzeit fertiggestellt. Die Staumauer hat eine Höhe von 27 m und eine Länge von 225 m mit einer Kapazität von 950.000 m³. Er ist erdbebensicher gebaut und soll auch größeren Zyklonen widerstehen mit dem Zweck, die Wasserversorgung für die Landwirtschaft während der Trockenperiode zu sichern. Die Baukosten von 40,5 Mio. Euro wurden zu 78 % vom Landwirtschaftsfonds FEADER der Europäischen Union übernommen.

## Geschichte
In der Nähe der Gemeinde wuchsen viele Guavenbäume, deshalb wurde sie Goyave (frz. für Guave) genannt. Das Wort Goyave als Bezeichnung für die Pflanze entstand, als die Spanier das Wort Guayaba aus der Sprache der Arawak übernahmen.
Der Großvater des Dichters Francis Jammes war im 19. Jahrhundert Bürgermeister von Goyave.

## Kultur und Sehenswürdigkeiten
Der Wassergarten La Pépinière de Blonzac ist Manman Dlo gewidmet, einer mythischen Meer- und Flussgöttin der Karibik. Der Garten ist eine Sammlung vieler verschiedener karibischer Pflanzenarten, dient zur Aufzucht von Pflanzen und zum Spazierengehen, er kann am Wochenende besichtigt werden.
Die Wasserfälle des Flüsschens Moreau liegen im Süden von Goyave im Wald des Gebirges und sind nur über einen Fußweg zu erreichen.
Die Ilet Fortune ist eine Insel, die vor Goyave im Karibischen Meer liegt. Es gibt dort einen FKK-Strand.